# Reserva Territorial Madre de Dios
Koordinaten: 11° 40′ 2,3″ S, 70° 46′ 51,2″ W
Die Reserva Territorial Madre de Dios ist ein Schutzgebiet für die indigene Bevölkerung in der Region Madre de Dios in Ost-Peru. Das Indianerreservat wurde im Jahr 2002 eingerichtet. Es besitzt eine Fläche von 8299,41 Quadratkilometern.

## Lage
Das Indianerreservat erstreckt sich über Teile der Distrikte Laberinto, Las Piedras und Tambopata (alle drei in der Provinz Tambopata), Iñapari (Provinz Tahuamanu) sowie Madre de Dios und Fitzcarrald (beide in der Provinz Manu). Es liegt im Amazonastiefland nördlich der Flussläufe von Río Manú und Río Madre de Dios und reicht im äußersten Norden bis an die brasilianische Grenze. Die Flüsse Río Los Amigos, Río Las Piedras und Río Tahuamanu entwässern das Areal in östlicher Richtung. Das Reservat grenzt im Südwesten an den Nationalpark Manú sowie im Nordwesten an den Nationalpark Alto Purús.

## Bevölkerung
In dem Reservat leben die indigenen Volksgruppen der Mashco-Piro und Yora. Die Menschen leben weitgehend isoliert von der Außenwelt. Sie ernähren sich von der Jagd, vom Fischfang und dem Sammeln von Früchten und anderem Essbaren. Sie sind weitgehend ohne medizinische Versorgung und wenig immun gegen bekannte Viren und Bakterien.